# The Schoole of Musicke
The Schoole of Musicke von Thomas Robinson, erschienen in London, 1603, war ein bedeutendes Musiklehrbuch der englischen Renaissance für Laute, Pandora, Orpheoreon, Viola da gamba und Gesang. Das 1610 erneut aufgelegte Werk ist als Instrumental-Lehrwerk in Form eines Dialogs zwischen Meister und Schüler angelegt.

## Inhaltsverzeichnis
1. The Queens’s good Night (für zwei Lauten)
2. Twenty waies upon the bels (für zwei Lauten)
3. Row well you Marriners
4. A Galliard
5. A Galliard
6. A Plaine Song for 2 lutes (für zwei Lauten)
7. Grisse his delight
8. Passamezzo Galliard
9. A Fantasie for 2 lutes (für zwei Lauten)
10. A Toy[2] for 2 lutes (für zwei Lauten)
11. A Galliard
12. Merry Melancholie
13. Robinson's Riddle
14. Go(e) from my Window
15. A Toy
16. A Gigue
17. An Almaigne
18. An Almaigne
19. A Toy
20. A Toy
21. Robin is to the greenwood gonw
22. A Toy
23. The Queenes Gigue
24. Ut re mi fa so la: 9 sundry ways
25. My Lord Willobies Welcome Home
26. Bell Vedere
27. The Spanish Pavin
28. A Gigue
29. A Gigue
30. Walking in a country town
31. Bony sweet boy
32. A Gigue
33. Lantero
34. Three parts in one upon a[n old]ground
35. Sweet Jesu who shall lend me wings
36. A Psalme
37. O Lord of whom I do depend
38. O Lord that art my righteousness

Außerdem:
- Rules to instruct you to sing  (enthält 8 kurze Stücke, davon 7 Mal „A Psalme“.)